# آخفرین
آخفرین (به اسپانیایی: Ajofrín) یک شهرستان در اسپانیا است که در ارگاس واقع شده‌است.

## خصوصیات
آخفرین ۳۵ کیلومترمربع مساحت و ۲٬۳۲۸ نفر جمعیت دارد و ۷۷۰ متر بالاتر از سطح دریا واقع شده‌است.